# Antonia Valero
Antonia Hernández Calcedo (Madrid, 8 de mayo de 1947-Madrid, 25 de mayo de 2018) fue una artista multidisciplinar española conocida como Antonia Valero, tomó el nombre de su abuela con la que se crio tras el temprano fallecimiento de su madre.

## Trayectoria profesional
Su etapa de formación se extendió a través de los años, paralelamente desarrolló una obra personal. Los elementos utilizados para conformar la obra, eran materiales principalmente de uso industrial, mallas de diferente composición: acero inoxidable, fibra de vidrio, níquel, latón. así como otros elementos de procedencia también industrial.  Realizó colaboraciones entre artistas de distintas áreas, en busca de un diálogo y  un lenguaje artístico de componentes plurales, junto con artistas multimedia, afincados en Madrid. 
En formó parte del proyecto Do it yourself II, coordinado por Johanna Speidel. Do it yourself II fue  un proyecto de investigación e intercambio entre artistas del vídeo y del ámbito de la performance en el que distintas disciplinas interactúan simultáneamente, compaginando medios tradicionales con otros nuevos. En 2011 presentó  la proyección: Do it yourself II vídeo performance en el espacio Cruce. de Madrid. Este proyecto fue una iniciativa de la artista Johanna Speidel. En ese mismo año 2011 participó en las Jornadas Internacionales de Arte de Acción de Pumarejo, JIAAP, Sevilla: Proyección del resultado final del proyecto «Do it yourself II:Videoperformance».
Un año antes de su repentino fallecimiento realizó un homenaje a Lidia Falcón, en 2017.
En el Espacio B de Madrid, se celebró un concurrido homenaje-exposición tras su fallecimiento, con el título "Antonia Valero ConTigo". Se inauguró el 22 de noviembre de 2018, con la participación de los colegas con los que había hecho colaboraciones como con Johanna Spiedel, Concha Mayordomo, Yolanda Pérez Herreras, entre otros

## Publicaciones
- Código I Realidad : catálogo de la exposición de Antonio Alvarado. Madrid[6]

- Obras son amores y no buenas razones. Editado por la Universidad de Brasilia. Texto de la conferencia en Universidad de de Brasilia. Brasil D.F.[7]

- Blanco sobre blanco. Catálogo de la exposición «Blanco sobre blanco». Galería Pi&Margall. Madrid[8]

- Puntos de intersección. Maelstrom.Lanetro.com.

- Un mundo propio. Pintura infantil. Editado por Tornasol. Madrid.

- Textos de artista en CD realizado para la exposición IN/VISIBLE.Información en Asociación Cultural Maelström. San Bernardo, 63. Madrid.

- La materia de la pintura. Catálogo. Irene Palud. Galería El Gayo Arte. Madrid, 1998.

- Un paisaje industrial. Catálogo. Diego Canogar. Galería El Gayo Arte. Madrid.

- Texto de presentación para la obra de Aitor Zubillaga. Catálogo. Galería El Gayo Arte. Madrid, 1996.

- El nacimiento del color. Revista BIS Nº 13 Madrid, enero de 1996.